# Кубок світу з біатлону 2017—2018
Кубок світу з біатлону в сезоні 2017—2018 проходив з 26 листопада 2017 року по 26 березня 2018 року. Він складається з 9 етапів. Змагання з біатлону на Олімпійських іграх, що проводилися в корейському Пхьончхані, до заліку кубка світу не входили.

## Таблиці

### Загальний залік. Чоловіки
| Місце | Біатлоніст                | Очки |
| ----- | ------------------------- | ---- |
| 1     | Мартен Фуркад (FRA)       | 1116 |
| 2     | Йоганнес Тінгнес Бо (NOR) | 1027 |
| 3     | Антон Шипулін (RUS)       | 697  |

| Місце | Біатлоніст                | Очки |
| ----- | ------------------------- | ---- |
| 1     | Мартен Фуркад (FRA)       | 384  |
| 2     | Йоганнес Тінгнес Бо (NOR) | 382  |
| 3     | Арнд Пайффер (GER)        | 259  |

| Місце | Біатлоніст                | Очки |
| ----- | ------------------------- | ---- |
| 1     | Мартен Фуркад (FRA)       | 396  |
| 2     | Йоганнес Тінгнес Бо (NOR) | 364  |
| 3     | Антон Шипулін (RUS)       | 254  |

| Місце | Біатлоніст                | Очки |
| ----- | ------------------------- | ---- |
| 1     | Мартен Фуркад (FRA)       | 250  |
| 2     | Йоганнес Тінгнес Бо (NOR) | 222  |
| 3     | Бенедикт Долль (GER)      | 184  |

| Місце | Біатлоніст                | Очки |
| ----- | ------------------------- | ---- |
| 1     | Мартен Фуркад (FRA)       | 108  |
| 1     | Йоганнес Тінгнес Бо (NOR) | 108  |
| 3     | Кантен Фійон Майє (FRA)   | 75   |

### Естафета. Чоловіки
| Місце | Країна   | Очки |
| ----- | -------- | ---- |
| 1     | Норвегія | 228  |
| 2     | Швеція   | 184  |
| 3     | Франція  | 180  |

## Таблиці. Жінки

### Загальний залік. Жінки
| Місце | Біатлоністка             | Очки |
| ----- | ------------------------ | ---- |
| 1     | Кайса Мякяряйнен (FIN)   | 822  |
| 2     | Анастасія Кузьміна (SVK) | 819  |
| 3     | Дарія Домрачева (BLR)    | 804  |

| Місце | Біатлоністка             | Очки |
| ----- | ------------------------ | ---- |
| 1     | Анастасія Кузьміна (SVK) | 323  |
| 2     | Дарія Домрачева (BLR)    | 313  |
| 3     | Кайса Мякяряйнен (FIN)   | 258  |

| Місце | Біатлоністка             | Очки |
| ----- | ------------------------ | ---- |
| 1     | Анастасія Кузьміна (SVK) | 301  |
| 2     | Кайса Мякяряйнен (FIN)   | 280  |
| 3     | Лаура Дальмаєр (GER)     | 271  |

| Місце | Біатлоністка           | Очки |
| ----- | ---------------------- | ---- |
| 1     | Кайса Мякяряйнен (FIN) | 216  |
| 2     | Лаура Дальмаєр (GER)   | 207  |
| 3     | Ванесса Гінц (GER)     | 195  |

| Місце | Біатлоністка           | Очки |
| ----- | ---------------------- | ---- |
| 1     | Надія Скардіно (BLR)   | 96   |
| 2     | Юлія Джима (UKR)       | 91   |
| 3     | Кайса Мякяряйнен (FIN) | 84   |

### Естафета
| Місце | Країна    | Очки |
| ----- | --------- | ---- |
|       | Німеччина | 228  |
| 2.    | Франція   | 200  |
| 3.    | Італія    | 169  |

## Виноски
1. ↑  Архівована копія. Архів оригіналу за 1 грудня 2017. Процитовано 26 листопада 2017.{{cite web}}:  Обслуговування CS1: Сторінки з текстом «archived copy» як значення параметру title (посилання)
2. ↑  Підсумкова (PDF). Архів оригіналу (PDF) за 13 грудня 2016. Процитовано 18 березня 2018.
3. ↑  Підсумкова (PDF). Архів оригіналу (PDF) за 20 грудня 2016. Процитовано 18 березня 2018.
4. ↑  Станом на 11 березня 2017 року (PDF). Архів оригіналу (PDF) за 20 грудня 2016. Процитовано 18 березня 2018.
5. 1 2  Центр даних IBU. Підсумкова. Архів оригіналу за 1 березня 2011. Процитовано 18 березня 2018.
6. ↑  Підсумкова (PDF). Архів оригіналу (PDF) за 2 грудня 2016. Процитовано 18 березня 2018.
7. ↑  Центр даних IBU. Підсумкова. Архів оригіналу за 1 березня 2011. Процитовано 18 березня 2018.
8. ↑  Підсумкова. Архів оригіналу за 5 грудня 2017. Процитовано 25 березня 2018.
9. ↑  Підсумковий (PDF). Архів оригіналу (PDF) за 11 грудня 2016. Процитовано 18 березня 2018.
10. ↑  Станом на 11 березня 2017 року (PDF). Архів оригіналу (PDF) за 20 грудня 2016. Процитовано 18 березня 2018.
11. ↑  Центр даних IBU. Станом на 19 лютого 2017 року. Архів оригіналу за 1 березня 2011. Процитовано 18 березня 2018.
12. ↑  Підсумкова (PDF). Архів оригіналу (PDF) за 1 грудня 2016. Процитовано 18 березня 2018.